# Epidichostates
Epidichostates is een kevergeslacht uit de familie van de boktorren (Cerambycidae). De wetenschappelijke naam van het geslacht werd voor het eerst geldig gepubliceerd in 2003 door Teocchi & Sudre.

## Soorten
Epidichostates omvat de volgende soorten:
- Epidichostates molossus (Duvivier, 1892)
- Epidichostates strandi (Breuning, 1935)